# Price-Gletscher (Mount Shuksan)
Der Price-Gletscher ist ein Gletscher im North Cascades National Park im US-Bundesstaat Washington; an den Nordosthängen des Mount Shuksan gelegen, befindet er sich unterhalb eines Nebengipfels, des Nooksack Tower. Der Price-Gletscher fließt von etwa 8.600 ft (2.621 m) bis auf etwa 4.200 ft (1.280 m) Höhe herab und ist der steilste und um stärksten von Gletscherspalten durchzogene Gletscher des Mount Shuksan. An der nicht verbundenen, tiefstgelegenen Sektion des Gletschers kalben kleine Eisberge direkt in den Price Lake, einen erst durch den Gletscherschwund entstandenen See.